# 額敏和卓

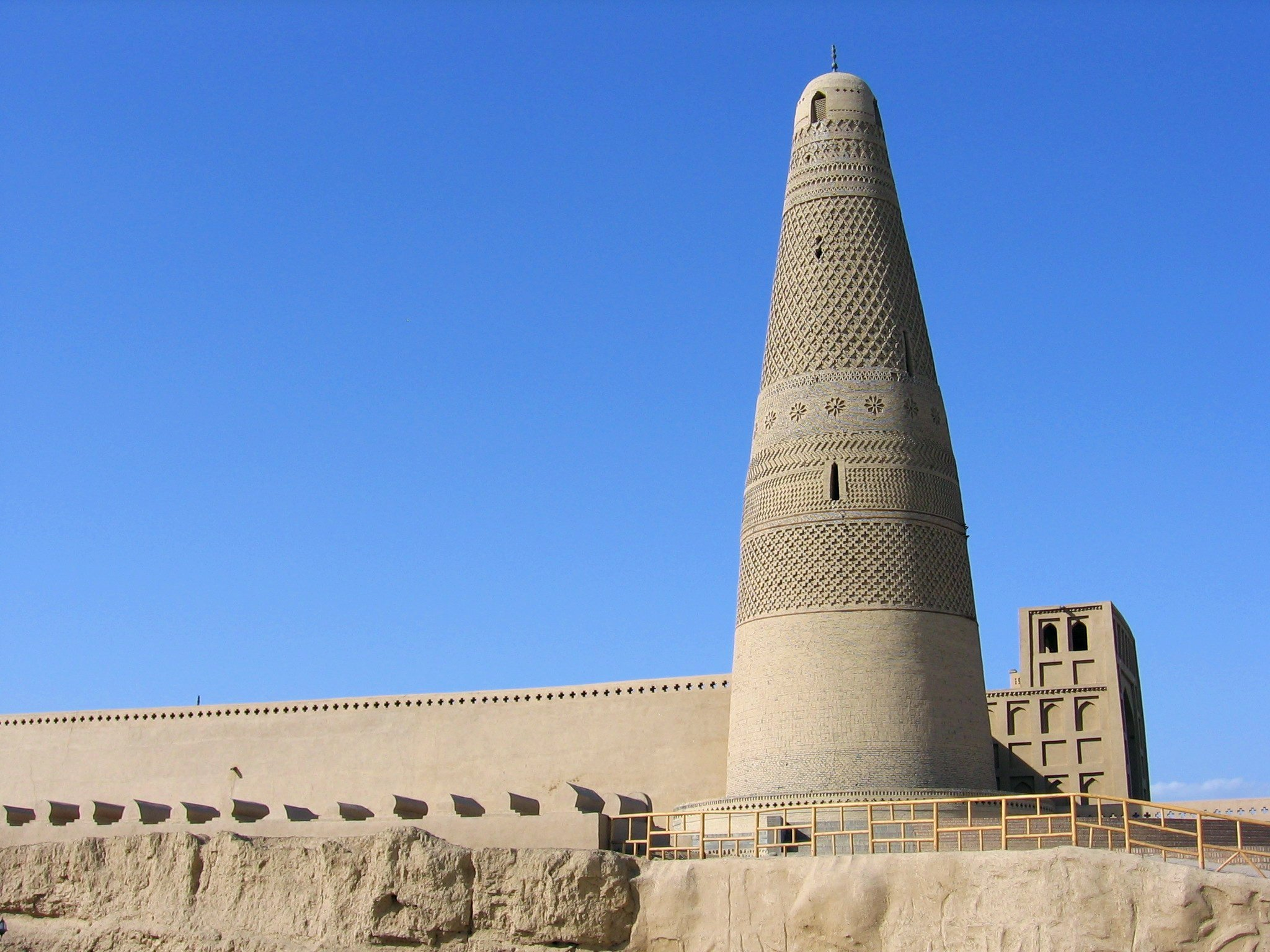
額敏和卓之子蘇賚璊在魯克沁修建的蘇公塔

額敏和卓（維吾爾語：ئىمىن خوجا‎, 1694年—1777年），中國回部吐魯番魯克沁（今新疆维吾尔自治区吐鲁番市鄯善縣魯克沁鎮）人，清代第一代吐鲁番扎萨克旗札薩克，封吐魯番回部札薩克多羅郡王。額敏和卓因平定大小和卓之亂軍功而圖形紫光閣，是乾隆皇帝最為倚重的回人（維吾爾族）大臣。
額敏和卓名字中的“和卓”（即火者）是人名的一部分，並不是中亞宗教領袖瑪哈圖木·阿雜木後裔之稱號“和卓”。

## 生平
額敏和卓出身於吐魯番地方的宗教世家，為吐魯番闢展（今鄯善縣辟展乡）的阿奇木伯克，號稱“速檀”（蘇丹）。祖父素丕和卓，是吐魯番喀喇和卓（即喀喇火州，在今吐魯番市東）地方的阿訇；父呢雅斯和卓是吐魯番大阿訇。18世紀初，葉爾羌汗國在天山南路的統治崩潰，吐魯番一帶除了額敏和卓家族，還有達爾漢伯克莽噶里克、阿克蘇爾坦、總管頭目沙克扎帕爾、臣服於蒙古準噶爾部的托克托瑪木特、阿濟斯和卓，以及察合台後裔莽蘇爾等衆多地方勢力。
康熙五十九年（1720年）夏，為打擊蒙古準噶爾部，清廷出兵吐魯番。當年七月十日，額敏和卓率闢展民衆三百餘人向散秩大臣阿喇衲歸降。於此同時，額敏和卓的兩個哥哥也以魯克察克（魯克沁）地方歸附。雍正三年（1725年），阿濟斯和卓（烏什伯克霍集斯之父）與準噶爾軍隊反攻吐魯番，將額敏和卓兩兄殺害。額敏和卓以兵相拒，阿濟斯和卓遂裹挾數千戶居民遷至喀喇沙爾（今焉耆縣），後徙烏什。當年，朝廷與策妄阿拉布坦議和，議定天山南路哈密以西為準噶爾管轄。清兵與當地居民開始分批撤離吐魯番。雍正四年（1726年），另一頭目托克托瑪木特率領六百五十餘吐魯番人內遷甘肅肅州（今酒泉市）之金塔、威魯堡地方種田。魯克沁居民萬餘人不願內遷，於是朝廷令額敏和卓管轄魯克沁。雍正八年（1730年），因額敏和卓屯田有功，朝廷賜予其銀幣。雍正九年（1731年）三、四月間，噶爾丹策零多次派兵侵襲吐魯番。六月，準噶爾兵二千餘人圍困魯克沁。額敏和卓堅守四十餘日，殺敵二百餘人。總兵張元佐領兵趕到，準噶爾兵潰散，魯克沁城方才解圍。
雍正十年（1732年），準噶爾兵同時襲擊了哈密與吐魯番喀喇和卓，被參將劉廷琰、游擊李英擊退。當年秋，朝廷令額敏和卓率魯克沁民衆內遷。額敏和卓帶領所部一萬餘人於十月啟程，前往哈密過冬。十一年，額敏和卓抵達甘肅省安西厅瓜州五堡一帶，因功被封為札薩克輔國公。額敏和卓在吐魯番的原領地被莽噶里克佔據。
乾隆十九年（1754年），清廷在瓜州，正式以额敏和卓属民编立吐鲁番扎萨克旗。乾隆二十年（1755年），清廷平定准噶尔，控制吐鲁番地方。当时，額敏和卓率三百吐魯番兵丁從征準噶爾，並請求返回吐魯番居住。乾隆二十一年（1756年）秋，額敏和卓所部從瓜州遷回吐魯番魯克察克。定邊右副將軍兆惠主持劃定額敏和卓與吐魯番達爾漢伯克莽噶里克的轄區，吐魯番東部的闢展至喀喇和卓地方由額敏和卓管轄，西部自伊拉里克至阿斯塔克地方由莽噶里克管轄。吐魯番形成莽噶里克與額敏和卓分治之勢。同年底，莽噶里克與綽羅斯汗噶勒藏多爾濟相約謀反，額敏和卓察覺後奏報朝廷。二十二年二月，額敏和卓與總兵傅魁擒獲莽噶里克，將其正法。朝廷將莽噶里克領地人口劃歸額敏和卓管理。
乾隆二十三年（1758年），額敏和卓隨靖逆將軍雅爾哈善出征霍集占。乾隆二十四年（1759年），霍集占、波羅尼都敗亡，額敏和卓因功晉封札薩克多羅郡王，成為回部王公中爵位最高者。此後，乾隆皇帝令額敏和卓留駐葉爾羌辦事大臣。
葉爾羌伯克鄂對與額敏和卓不協，聯合喀什噶爾伯克噶岱默特、和闐伯克阿什默特誣告額敏和卓縱容屬下虐待葉爾羌百姓，遭到乾隆皇帝的斥責。二十七年（1762年），額敏和卓派遣葉爾羌噶匝納齊伯克薩里赴巴達克山索取大和卓波羅尼都屍首及子女。三十年（1765年），額敏和卓與栢琨、綽克托同任喀什噶爾辦事大臣。同年，額敏和卓及二子蘇賚璊、茂薩赴烏什協助平亂。三十二年（1767年），額敏和卓赴京師朝覲，乾隆皇帝命為御前行走，在北京居住五年。三十七年（1772年）正月，乾隆皇帝召見額敏和卓詢問回部事宜，額敏和卓參奏喀什噶爾阿奇木伯克噶岱默特“人甚平常，且勒取屬人財務”。經查證其言不實，乾隆皇帝念其年邁，令額敏和卓回吐魯番“安居靜養”。乾隆四十二年（1777年）額敏和卓在吐魯番病故，次子蘇賚璊仍襲郡王爵。

## 評價
乾隆皇帝為額敏和卓在紫光閣平定西域五十功臣圖中的題贊為：
吐魯番族，早年歸正。命贊軍務，以識回性。知無不言，言無不宜。其心匪石，不可轉移。

## 家族世系
- 祖父：素丕和卓（Mir Habib-Allah Veli-Allah）[8]
- 父：呢雅斯和卓（呢雅斯阿訇）
- 兄弟：額敏和卓有兄二人，其名失載，被阿濟斯和卓所殺
- 子：
  - 長子：努爾邁哈默特
  - 次子：蘇賚璊，襲郡王爵，以罪削
  - 三子：茂薩，輔國公，三品伊犁阿奇木伯克
  - 四子：鄂羅木咱卜，一等台吉，繼其兄茂薩任伊犁阿奇木伯克
  - 五子：色普拉，協理二等台吉
  - 六子：伊斯堪達爾，乾隆四十四年襲郡王，接鄂斯璊任三品喀什噶爾阿奇木伯克
  - 七子：丕爾敦，二等台吉
  - 八子：拜拉木，二等台吉

## 引用文獻
1. ↑  《回疆通志》卷四額敏和卓列傳
2. ↑  《平定準噶爾方略》前編卷二十四雍正九年七月
3. ↑  《平定準噶爾方略》正編卷三十：“定邊右副將軍兆惠疏奏：‘回人額敏和卓遷至魯克察克地方，應與回人莽噶里克所屬，畫定疆界。’……尋議：‘吐魯番東界，自闢展至喀喇和卓地方，系額敏和卓舊地，應仍給管轄；其西界，自自伊拉里克至阿斯塔克地方，應令莽噶里克管轄。’”
4. ↑  《平定準噶爾方略》正編卷三十七
5. ↑  《高宗實錄》卷六百零二乾隆二十四年十二月乙酉：“諭軍機大臣等。現在大功告成，自應令額敏和卓還家休息。但葉爾羌等城俱屬新附，必得熟悉回俗、老成歷練之人駐劄辦理。額敏和卓以舊人效力軍營，頗著勞績，深悉機宜。是以暫令留駐。但伊數年來久離家室，若仍令其隻身居外，朕心更為軫念。是以諭照成衮扎布駐劄烏里雅蘇臺之例，攜眷前往。可傳諭額敏和卓量移家口，暫行駐劄。俟諸事就緒，即可復回。著遵照辦理。”
6. ↑  《高宗實錄》卷八百九十九乾隆三十七年正月戊戌
7. ↑  《皇輿西域圖志》卷首天章四
8. ↑  土耳其安卡拉人種博物館所藏維吾爾文書編號MSNr.13135